# Nelson Payano
Nelson Rafael Payano (nacido el 13 de noviembre de 1982 en Santo Domingo) es un lanzador dominicano que actualmente se encuentra en la agencia libre. En la temporada 2009, Payano jugó para los Chunichi Dragons en la Liga Japonesa. En la temporada 2012 Jugó con los sultanes de Monterrey en la liga Mexicana. Y en el 2013 Firmó un contrato por un año nuevamente con (Chunichi Dragons) Liga Japonesa.
Payano comenzó su carrera profesional en 2003 con los Gulf Coast League Braves. En los próximos años, fue promovido a través de la organización de los Bravos de Atlanta, y en 2008, mientras jugaba para en Doble-A con Mississippi Braves, luego fue cambiado a los Marineros de Seattle para completar un acuerdo anterior en el que los Bravos adquirieron a Greg Norton.
Después de la temporada 2008, Payano fue adquirido por los Chunichi Dragons. En esa temporada, apareció en 34 juegos con los Dragones, ganando dos partidos y perdiendo uno. Después de que terminó la temporada, Payano fue liberado.
Antes de la temporada 2010, Payano firmó un contrato de ligas menores con de los Reales de Kansas City. Fue liberado durante la pretemporada y fue firmado por los Astros de Houston. Comenzó la temporada con los Corpus Christi Hooks, pero fue liberado el 11 de julio.
Vida personal 
Tiene un hijo llamado Nelson Stevens sus padres Flerido payano ( onatrate) y Altagracia Santiago (tago).